# Screaming Symphony
Screaming Symphony es el cuarto álbum de estudio de la banda de heavy metal estadounidense Impellitteri.

## Lista de canciones
1. Father Forgive Them - 3:28
2. I'll Be With You - 3:39
3. Walk Away - 4:04
4. Kingdom Of Light - 4:09
5. Countdown To The Revolution - 3:58
6. 17th Century Chicken Pickin' - 2:29
7. Rat Race - 4:11
8. For Your Love - 4:21
9. You Are The Fire - 2:43

## Personal
- Rob Rock - voz
- Chris Impellitteri - guitarra
- James Arnelio Pulli - bajo
- Edward Harris Roth - teclado
- Ken Mary - batería

- Datos: Q7438946